# A112 (België)
De A112 is een kort stuk snelweg in Antwerpen. De weg splitst zich af van de A12 in noordelijke richting naar Antwerpen, passeert de Antwerpse Ring (R10), en gaat via de Bolivartunnel (vroegere Amamtunnel) onder het Justitiepaleis vervolgens over in de Amerikalei (N113) en daarna de Britselei.

## N186
Tussen de N148 en N177 gaat de A112 door de Jan De Vostunnel, de N186 (Jan De Voslei) gaat als parallelweg over deze tunnel heen en heeft op deze manier diverse aantal lokale kruisingen. De N186 heeft een lengte van ruim 1 kilometer.